# Шило, Маргалит
Маргалит Шило (ивр. מרגלית שילה‎, род. 1942, Реховот, Центральный округ) — израильский историк. До выхода на пенсию она работала на кафедре изучения Земли Израиля и археологии в Университете имени Бар-Илана, где её сферой интересов была еврейская община в догосударственном Израиле, а также женщины и гендерные вопросы в Израиле. Она является автором и редактором 12 книг и 80 статей.

## Биография
Маргалит Шило родилась в Реховоте в 1942 году. Её отцом был Арон Бонди (1906—1997), выдающийся израильский химик. Её мужем был Шмуэль Шило (1936—2016), профессор права в Еврейском университете.

## Карьера
Шило долгое время работала профессором на кафедре изучения Земли Израиля и археологии имени Мартина (Шуса) в Университете Бар-Илан в Израиле. Её исследования по проблемам женщин и гендера в Израиле привели к публикации ею нескольких отмеченных наградами книг по этой теме.
Книга Шило «Женщины, строящие нацию» вдохновила на создание нового музея, демонстрирующего роль женщин, которые помогли построить современное государство Израиль.
Исследования Шило также включают историю еврейской суфражистской партии под названием «Союз еврейских женщин за равные права в Эрец-Исраэль», опубликованную в её книге 2013 года под названием «Битва за голос: рождение еврейского феминизма» (на иврите «Ха-маавак аль хаколь: лейдато шель феминизм иври»). Автор иллюстрирует политическую деятельность женщин, которые в большинстве своём игнорировались в опубликованных исследованиях по истории Израиля.

## Награды
В 1988 году Шило получила премию Руппина за свою книгу «Эксперименты по урегулированию». В 2000 году она получила премию Бахат за издание на иврите книги «Принцесса или узница?: еврейские женщины в Иерусалиме, 1840—1914».

## Книги
- Experiments in Settlement: (The Palestine Office 1908—1914), Yad Izhak Ben-Zvi Press (1988) (иврит)
- Voices of Jerusalem: Writings of Jewish Women of the Nineteenth Century, Hebrew University (2003) (иврит)
- Princess or Prisoner?: Jewish women in Jerusalem, 1840—1914, Brandeis University Press (2005) [Издание на иврите опубликовано в 2001 году]
- New Jewish Feminism: Probing the Past, Forging the Future (2008)
- Girls of Liberty: The Struggle for Suffrage in Mandatory Palestine Brandeis University Press (2016)